# Halowe mistrzostwa świata w lekkiej atletyce masters
Halowe mistrzostwa świata w lekkiej atletyce masters (ang. World Masters Athletics Championships – Indoor (WMACI)) – zawody lekkoatletyczne dla sportowców, którzy ukończyli 35 rok życia organizowane regularnie przez World Master Athletics począwszy od 2004 roku, rozgrywane w hali najczęściej co 2 lata.

## Edycje
| Edycja | Rok  | Gospodarz        | Daty                  | Liczba państw | Liczba zawodników |
| ------ | ---- | ---------------- | --------------------- | ------------- | ----------------- |
| 1      | 2004 | Sindelfingen     | 10–14 marca           | 58            | 2638              |
| 2      | 2006 | Linz             | 15–20 marca           | 62            | 3229              |
| 3      | 2008 | Clermont-Ferrand | 17–22 marca           | 65            | 3670              |
| 4      | 2010 | Kamloops         | 2–7 marca             | 62            | 1384              |
| 5      | 2012 | Jyväskylä        | 3–8 kwietnia          | 66            | 2720              |
| 6      | 2014 | Budapeszt        | 25–30 marca           | 69            | 3383              |
| 7      | 2017 | Daegu            | 19–25 marca           | 74            | 4364              |
| 8      | 2019 | Toruń            | 24–30 marca           | 88            | 4345              |
| 9      | 2023 | Toruń            | 26 marca – 1 kwietnia | 88            | 4172              |
| 10     | 2025 | Gainsville       | 23–30 marca           | 98            | 3470              |